# Зімбабве на Чемпіонаті світу з водних видів спорту 2015
Зімбабве взяв участь у Чемпіонаті світу з водних видів спорту 2015, який пройшов у Казані (Росія) від 24 липня до 9 серпня.

## Плавання
Зімбабвійські плавці виконали кваліфікаційні нормативи в дисциплінах, які наведено в таблиці (не більш як 2 плавці на одну дисципліну за часом нормативу A, і не більш як 1 плавець на одну дисципліну за часом нормативу B):
Чоловіки
| Спортсмен    | Дисципліна           | Попередній заплив | Попередній заплив | Півфінал        | Півфінал        | Фінал           | Фінал           |
| Спортсмен    | Дисципліна           | Час               | Місце             | Час             | Місце           | Час             | Місце           |
| ------------ | -------------------- | ----------------- | ----------------- | --------------- | --------------- | --------------- | --------------- |
| Шейн Ганн    | 100 м вільним стилем | 51.30             | 61                | Завершив виступ | Завершив виступ | Завершив виступ | Завершив виступ |
| Шейн Ганн    | 200 м вільним стилем | 1:52.05           | 57                | Завершив виступ | Завершив виступ | Завершив виступ | Завершив виступ |
| Джеймс Лосон | 50 м брасом          | 28.85             | 45                | Завершив виступ | Завершив виступ | Завершив виступ | Завершив виступ |
| Джеймс Лосон | 100 м брасом         | 1:04.03           | 54                | Завершив виступ | Завершив виступ | Завершив виступ | Завершив виступ |

Жінки
| Спортсменка     | Дисципліна       | Попередній заплив | Попередній заплив | Півфінал         | Півфінал         | Фінал            | Фінал            |
| Спортсменка     | Дисципліна       | Час               | Місце             | Час              | Місце            | Час              | Місце            |
| --------------- | ---------------- | ----------------- | ----------------- | ---------------- | ---------------- | ---------------- | ---------------- |
| Керсті Ковентрі | 50 м на спині    | 28.15             | =9 Q              | 28.28            | 12               | Завершила виступ | Завершила виступ |
| Керсті Ковентрі | 100 м на спині   | 1:00.14           | =7 Q              | 1:00.09          | 10               | Завершила виступ | Завершила виступ |
| Керсті Ковентрі | 200 м на спині   | 2:10.38           | 11 Q              | 2:10.74          | 14               | Завершила виступ | Завершила виступ |
| Керсті Ковентрі | 200 м комплексом | 2:15.39           | 25                | Завершила виступ | Завершила виступ | Завершила виступ | Завершила виступ |